# Anapu
Anapu – miasto i gmina w Brazylii, w stanie Pará. Znajduje się w mezoregionie Sudoeste Paraense i mikroregionie Altamira. Według danych na rok 2020 miasto zamieszkiwało 28 607, a gęstość zaludnienia wyniosła 1,73 os./km².

## Historia
Początki gminy Anapu związane są z budową autostrady Transamazônica oraz z Narodowym Programem Integracji (PIN), ustanowionym w 1970 roku i wdrożonym w 1971 roku przez rząd federalny. Celem PIN było opracowanie dużego programu kolonizacji i reformy rolnej skierowanego do Amazonii.
28 grudnia 1995 roku na mocy ustawy nr 5929, lokalizacja została podniesiona do kategorii gminy i okręgu o nazwie Anapu oddzielonej od gmin Pacajá i Senador José Porfírio.